# بنك العز الإسلامي
بنك العز الإسلامي هو بنك إسلامي متكامل يعمل في سلطنة عمان تم إطلاقه في 30 سبتمبر 2013. تأسس بنك العز الإسلامي (SAOG) وفقًا للقرار الملكي رقم 69/2012 الذي عدل القانون المصرفي ليشمل الخدمات المصرفية الإسلامية في البنوك المرخصة من خلال البنوك المتخصصة أو الكيانات المستقلة في البنوك التجارية القائمة.
يقدم بنك العز الإسلامي تمويل التجزئة والشركات من خلال الفروع والأجهزة الإلكترونية والهواتف المحمولة. يبلغ إجمالي رأس المال المدفوع 100 مليون ريال عماني، تم جمع 40٪ منها من قبل المستثمرين العامين خلال الاكتتاب العام الأولي (IPO). 60٪ ساهم به مروجو البنك.
البنك هو شركة مساهمة مفتوحة. صاحب السمو السيد تيمور بن أسعد آل سعيد هو رئيس مجلس الإدارة  حين أن سلام بن سعيد الشكسي هو الرئيس التنفيذي.

## جوائز
في عام 2014، فاز بنك العز الإسلامي بجائزة «أفضل مشروع لأتمتة الفروع في الشرق الأوسط» والذي أقيمته جوائز آسيان بانكر.
في عام 2015، فاز بنك العز الإسلامي بجائزة «أفضل بنك تجزئة» من قبل جوائز الأعمال والتمويل الإسلامي 2015.

## روابط خارجية
- Official Website